# Adoxophyes psammocyma
Adoxophyes psammocyma is een vlinder uit de familie van de bladrollers (Tortricidae). De wetenschappelijke naam van de soort is voor het eerst geldig gepubliceerd in 1908 door Edward Meyrick.

## Type
- lectotype: "male"
- instituut: BMNH, Londen, Engeland
- typelocatie: "India, Palni Hills"